# Thiès
Thiès je město v západním Senegalu. Po městech Dakar a Touba je třetím nejlidnatějším městem v zemi. V roce 2023 zde žilo 391 253 obyvatel. Leží 72 kilometrů východně od Dakaru na spojnici železnice do Dakaru, Bamaka v Mali a Saint-Louis. Je správním městem regionu Thiès a významným průmyslovým městem v oblasti. Typické jsou pro město tzv. tapiserie. V okolí města je dále hojně pěstováno několik různých plodin, jmenovitě rýže, podzemnice olejná, maniok jedlý, jáhly nebo různé druhy ovoce.